# Mitologie slavă

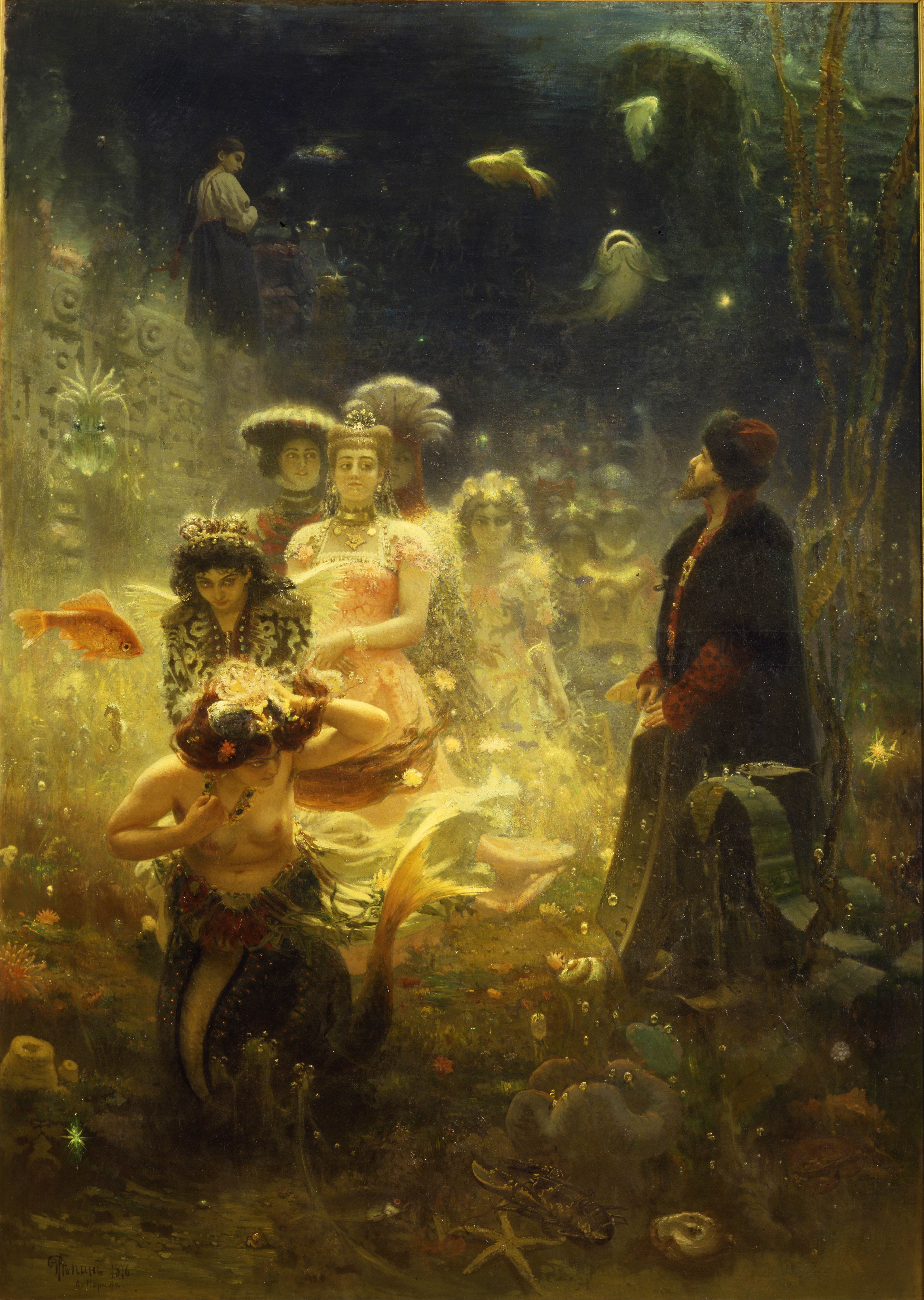
„Sadko în Regatul Submarin” de Ilia Repin, un tablou inspirat de folclorul slav, în particular de legendele despre vodianoi.

Mitologia slavă reprezintă ansamblul credințelor, miturilor și practicilor culturale ale slavilor din perioada pre-creștină a acestora. Acest ansamblu se caracterizează printr-un sistem religios politeist cu anumite nuanțe panteiste. Nu prea s-au conservat izvoare istorice referitoare la religia slavilor din perioada pre-creștină a acestora. Prin urmare, sursele care furnizează informații despre acest subiect vin de la cronicarii și autorii creștini care au trăit în epoca ce a urmat după creștinarea slavilor. Astfel, în aceste condiții, reconstituirea panteonului slav pre-creștin este greu de realizat. Cel mai adesea, demersurile făcute în direcția cercetării acestui domeniu eșuează din cauza faptului că metodele folosite sunt puse la îndoială. În această situație, rămâne valabilă cercetarea tradițiilor vechi păstrate în folclor și a obiceiurilor populare, dar și analiza atentă a teoriei religiei.

## Galerie

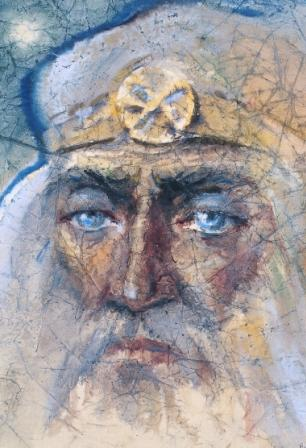
Zeul suprem Rod
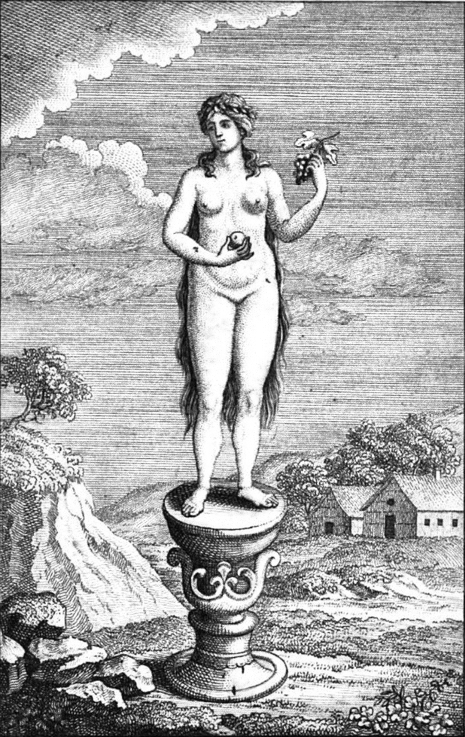
Zeița Živa
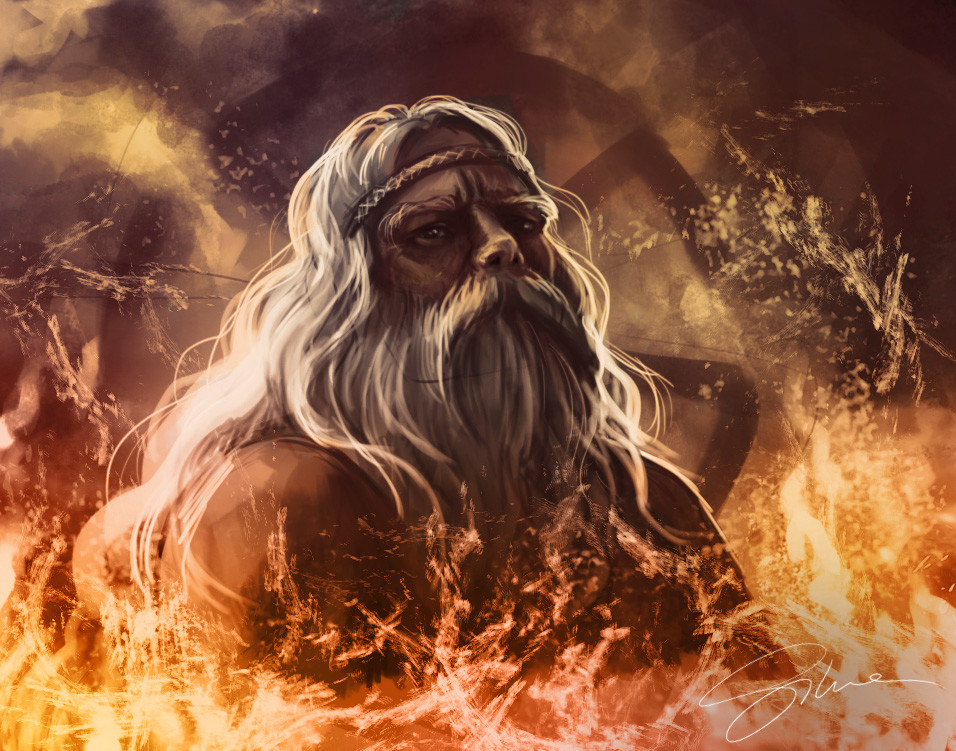
Zeul Svarog
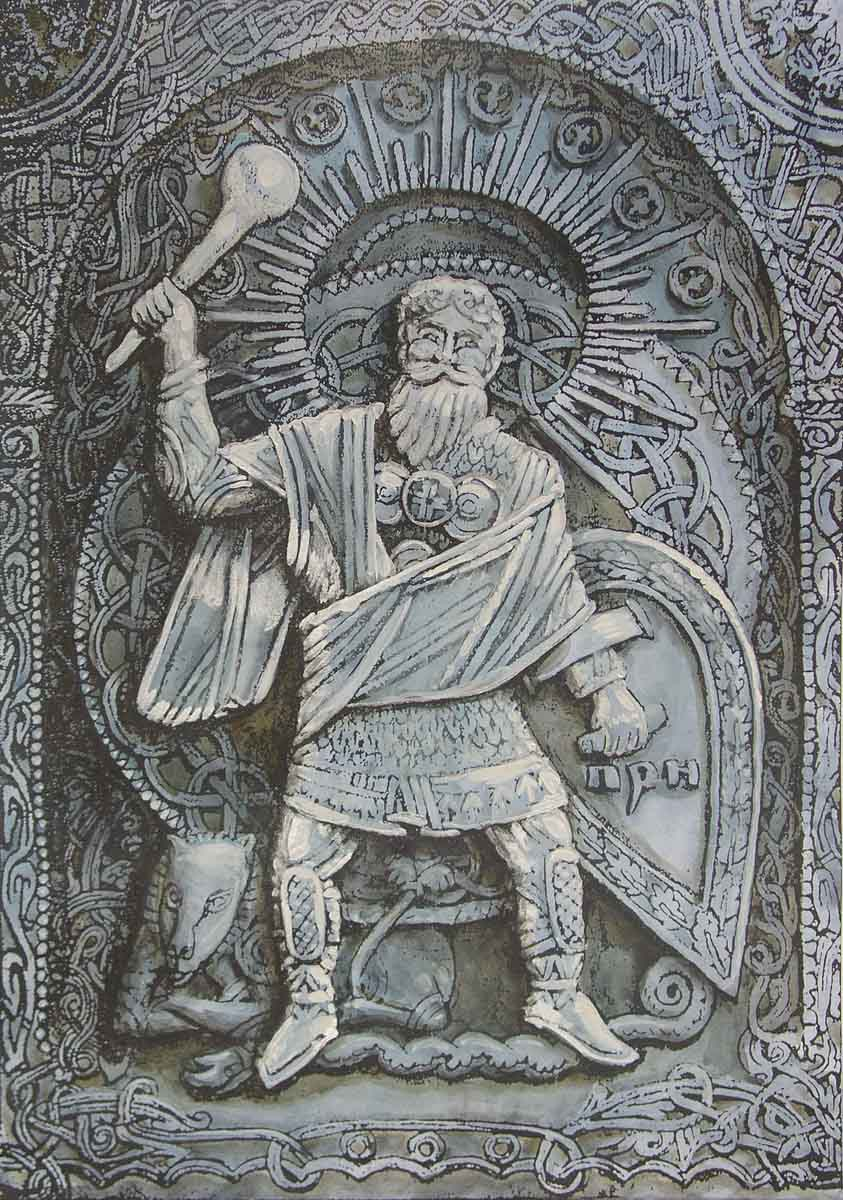
Zeul fulgerului (ulterior și zeul suprem) Perun
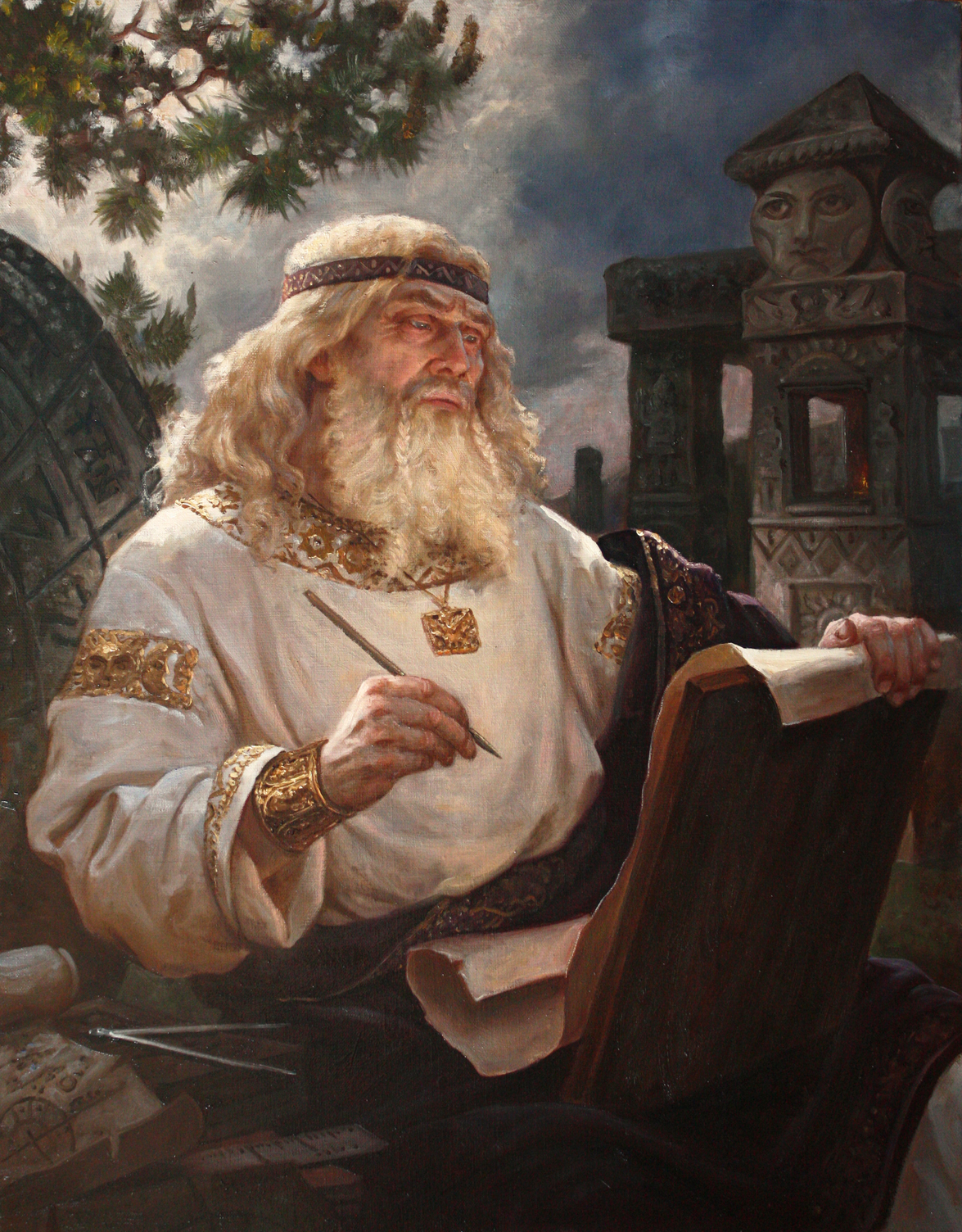
Zeul Cislobog
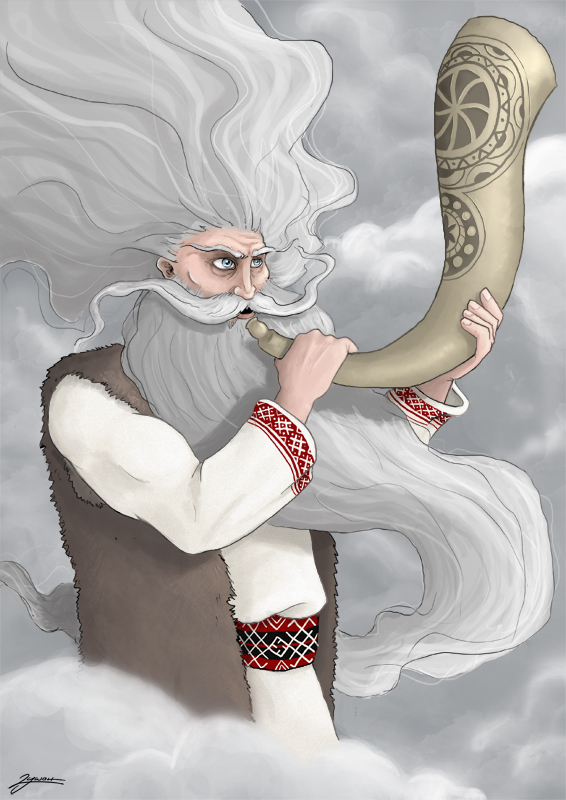
Stribog, zeul al vânturilor și furtunilor
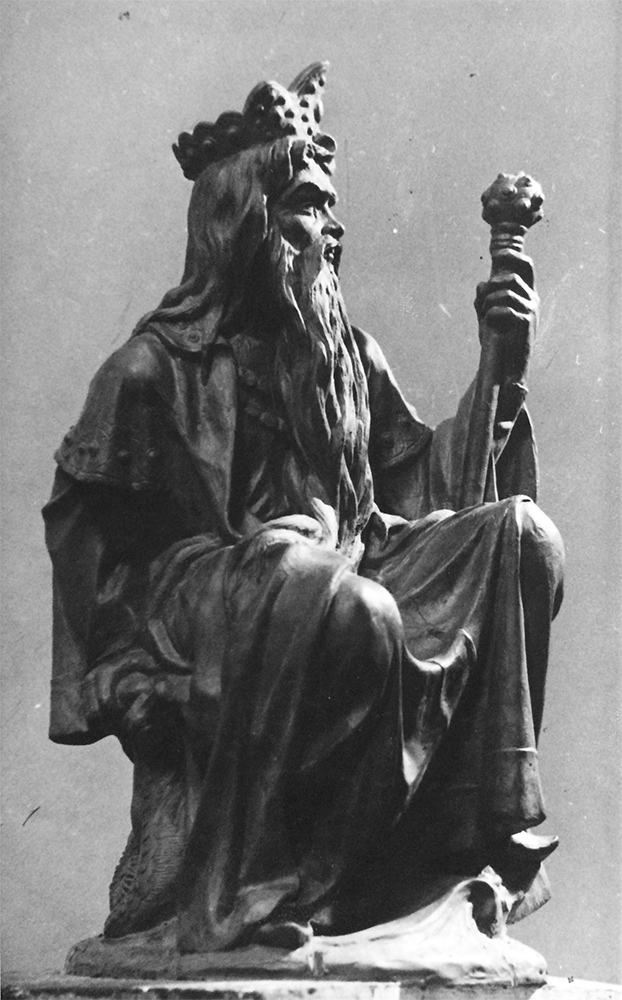
Împăratul mării
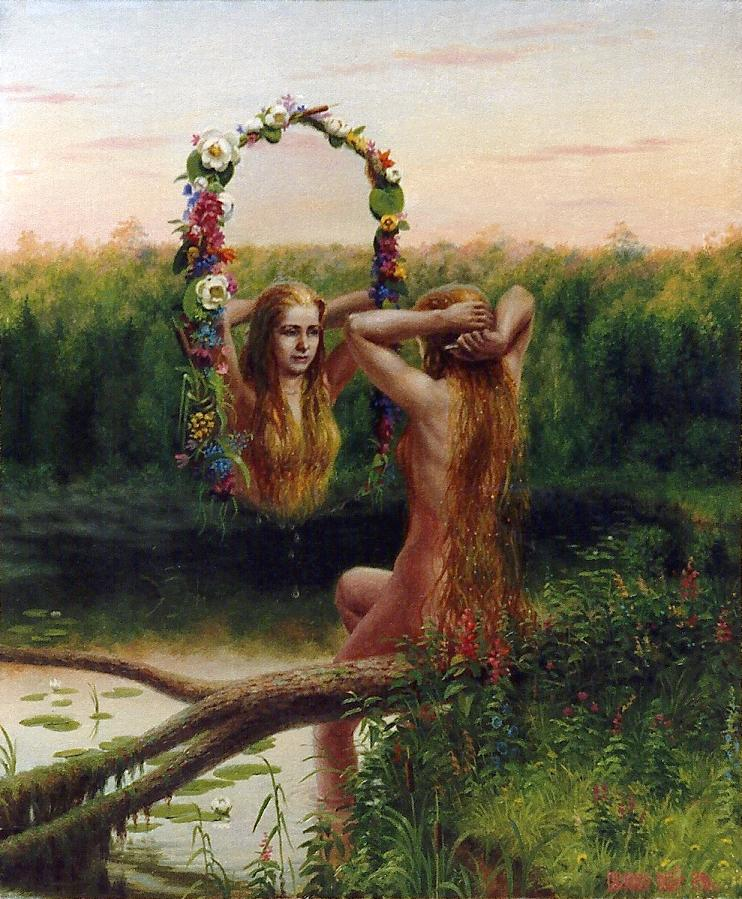
Boginka, spirit feminin al apei
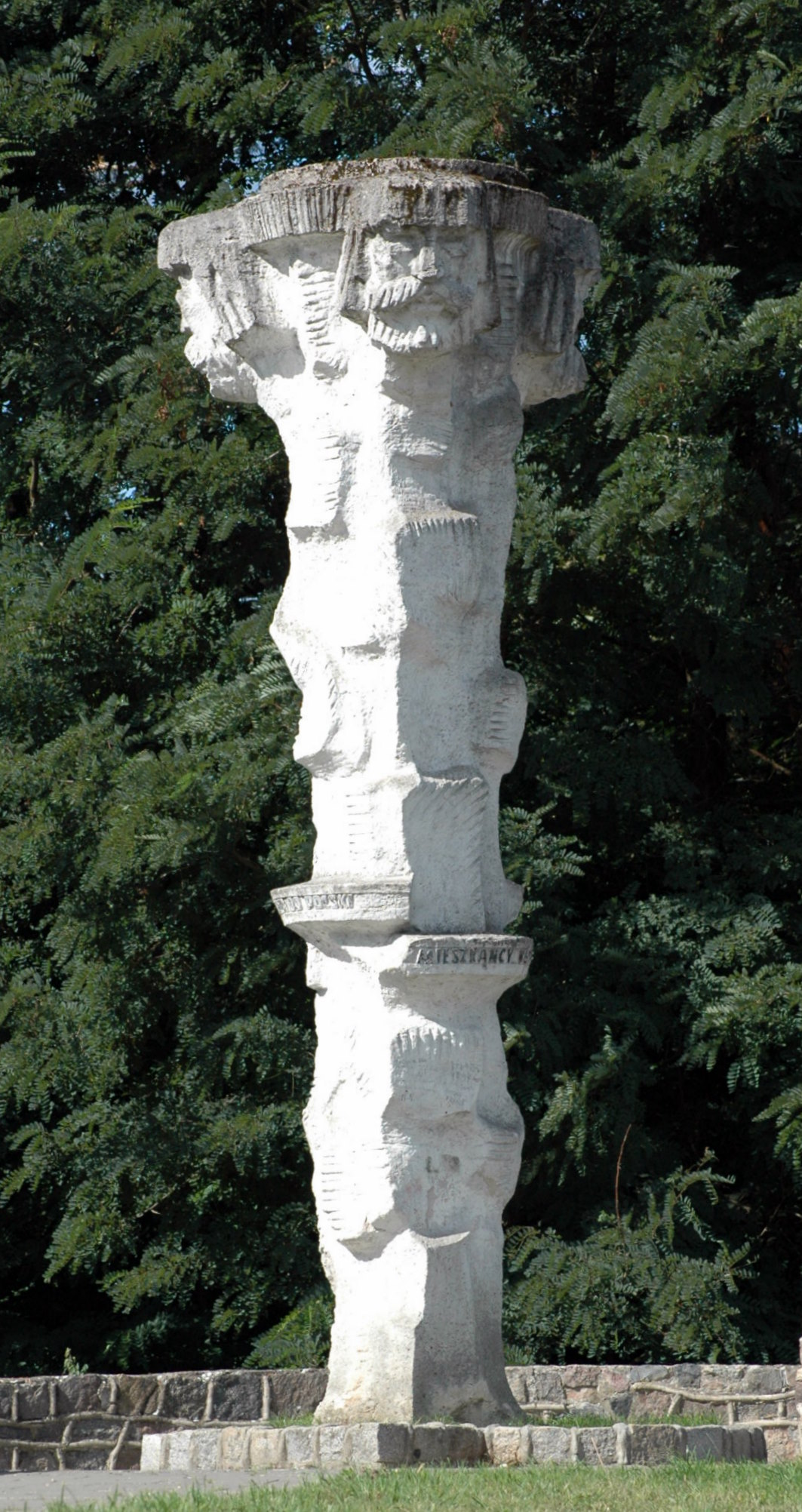
Stâlp/totem al zeului Triglav
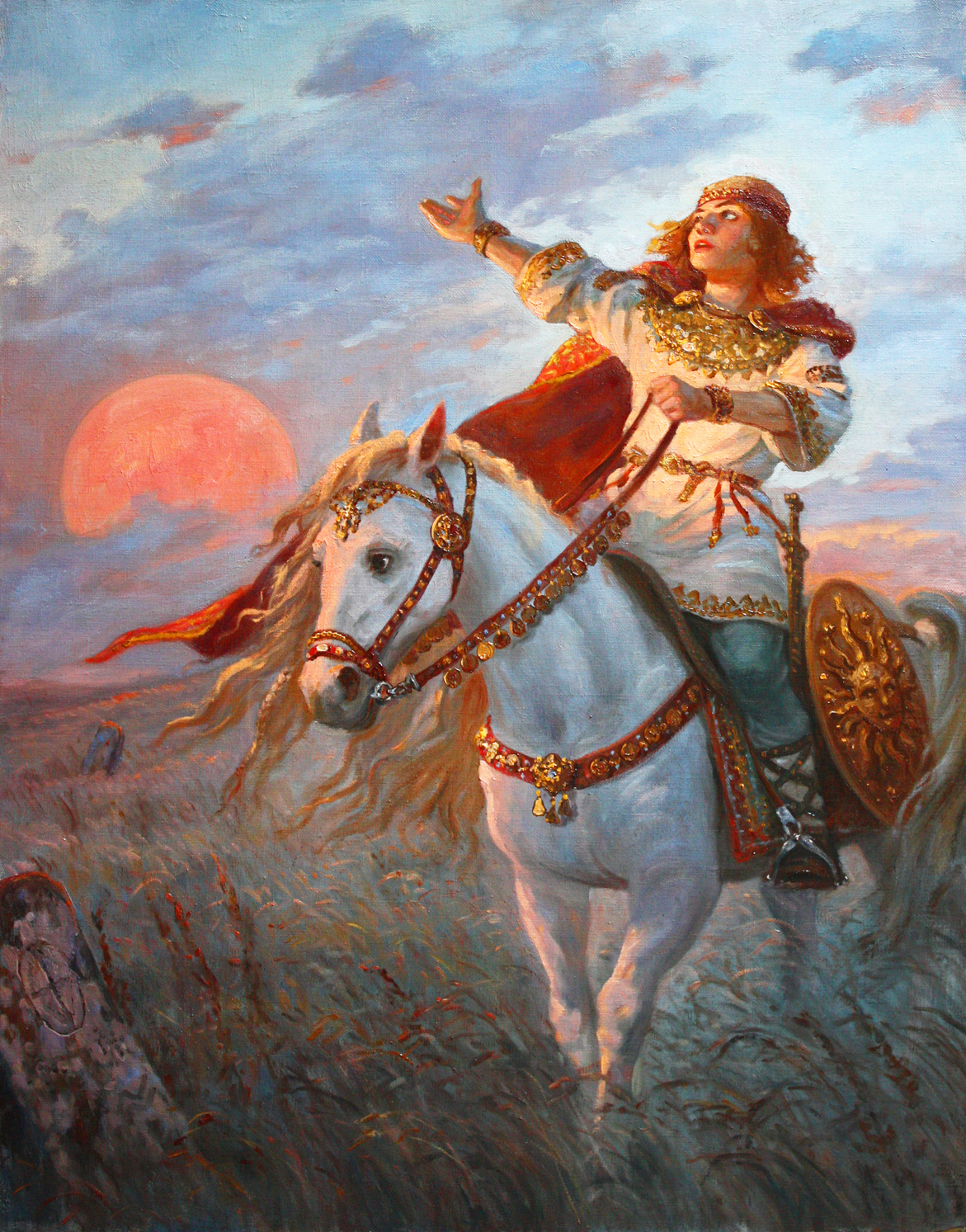
Zeul Lunii Jutrobog
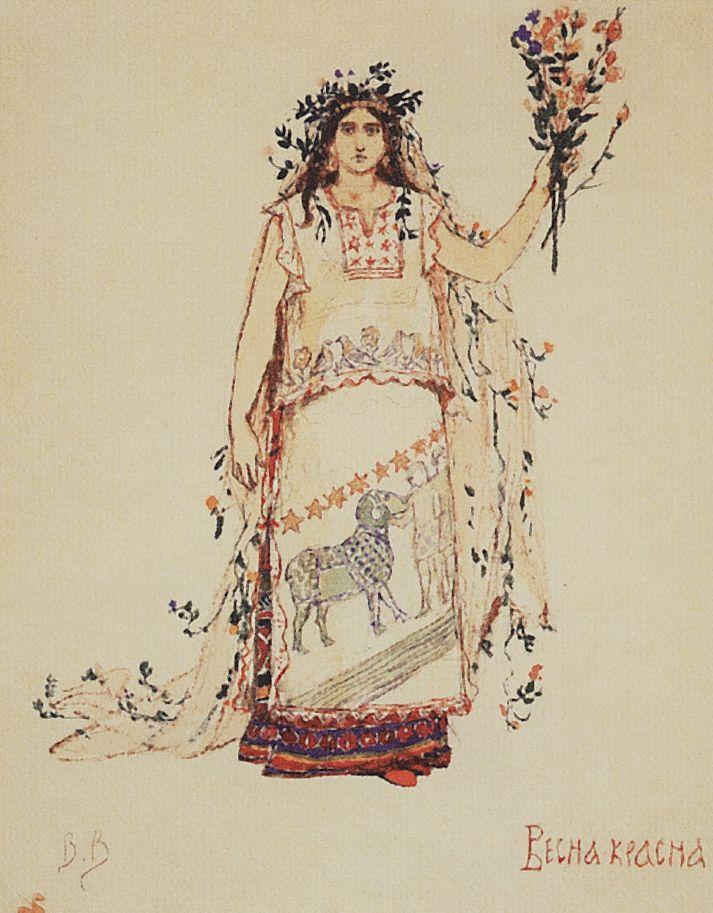
Zeița primăverii Vesna
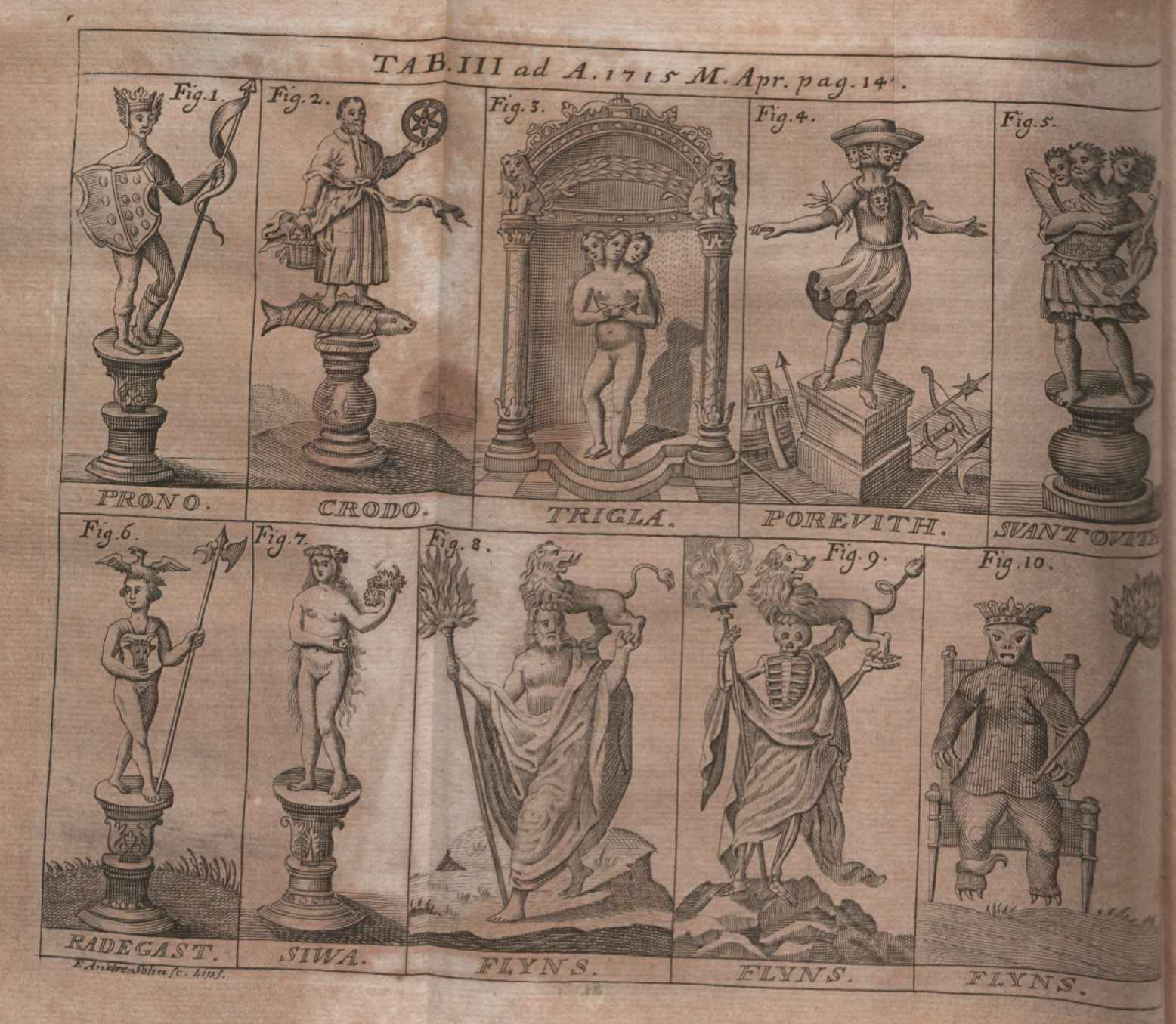
Zei slavi ilustrați în "Historia Lusatica", Acta Eruditorum, Calendis Aprilis 1715
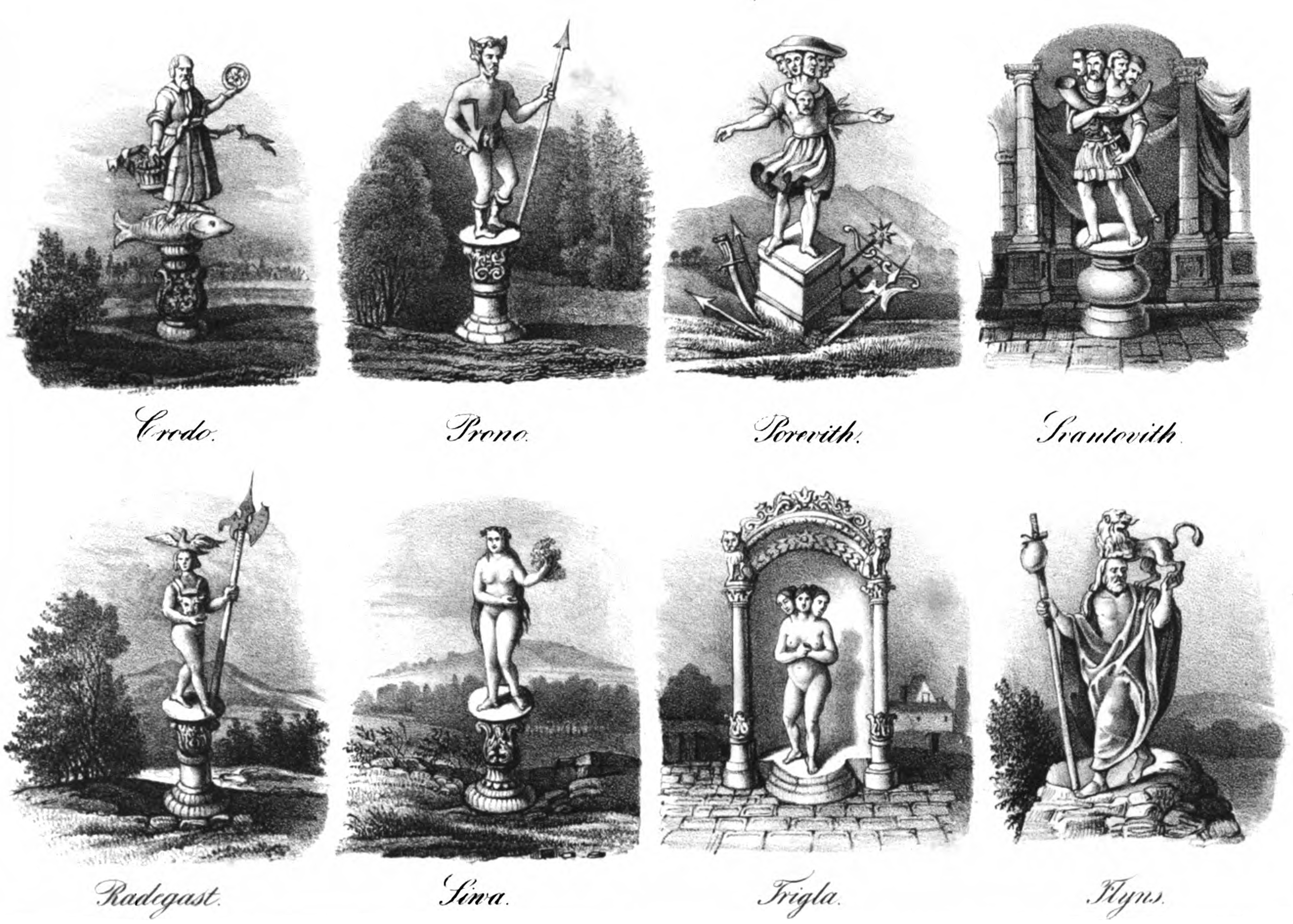
Zei slavi ilustrați în Saxonia Museum für saechsische Vaterlandskunde, 1834
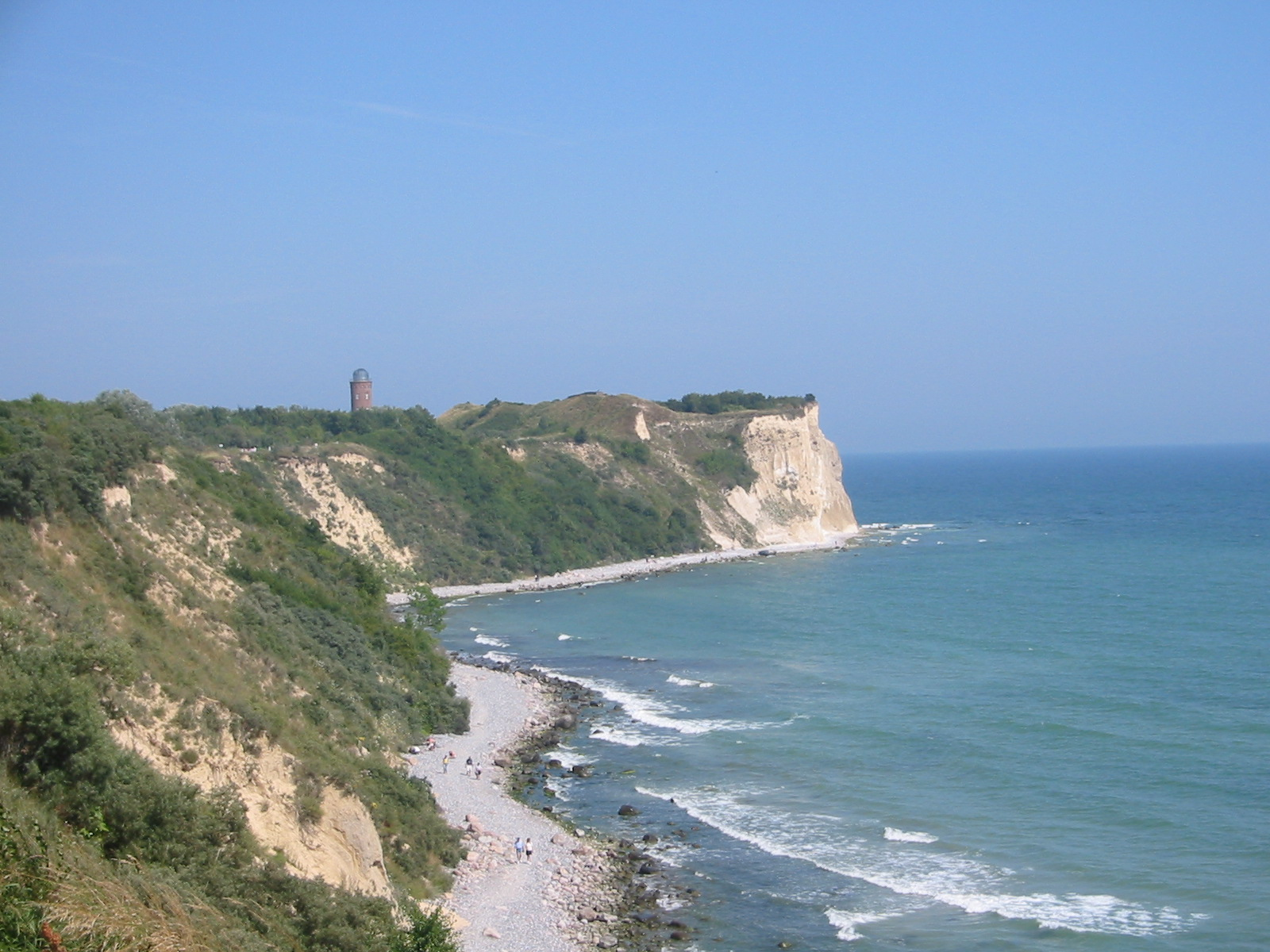
Capul Arkona de pe insula Rügen, loc sacru pentru slavi înainte de a fi creștinați
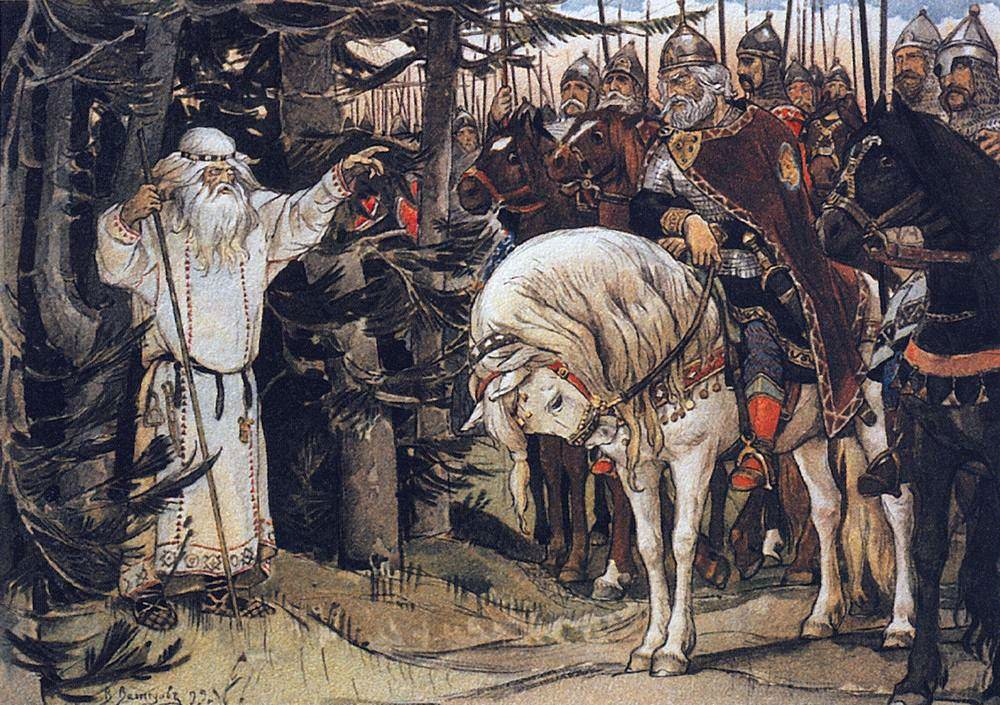
Oleg întâlnește un volhv, preot păgân slav, pictură de Viktor Vasnețov
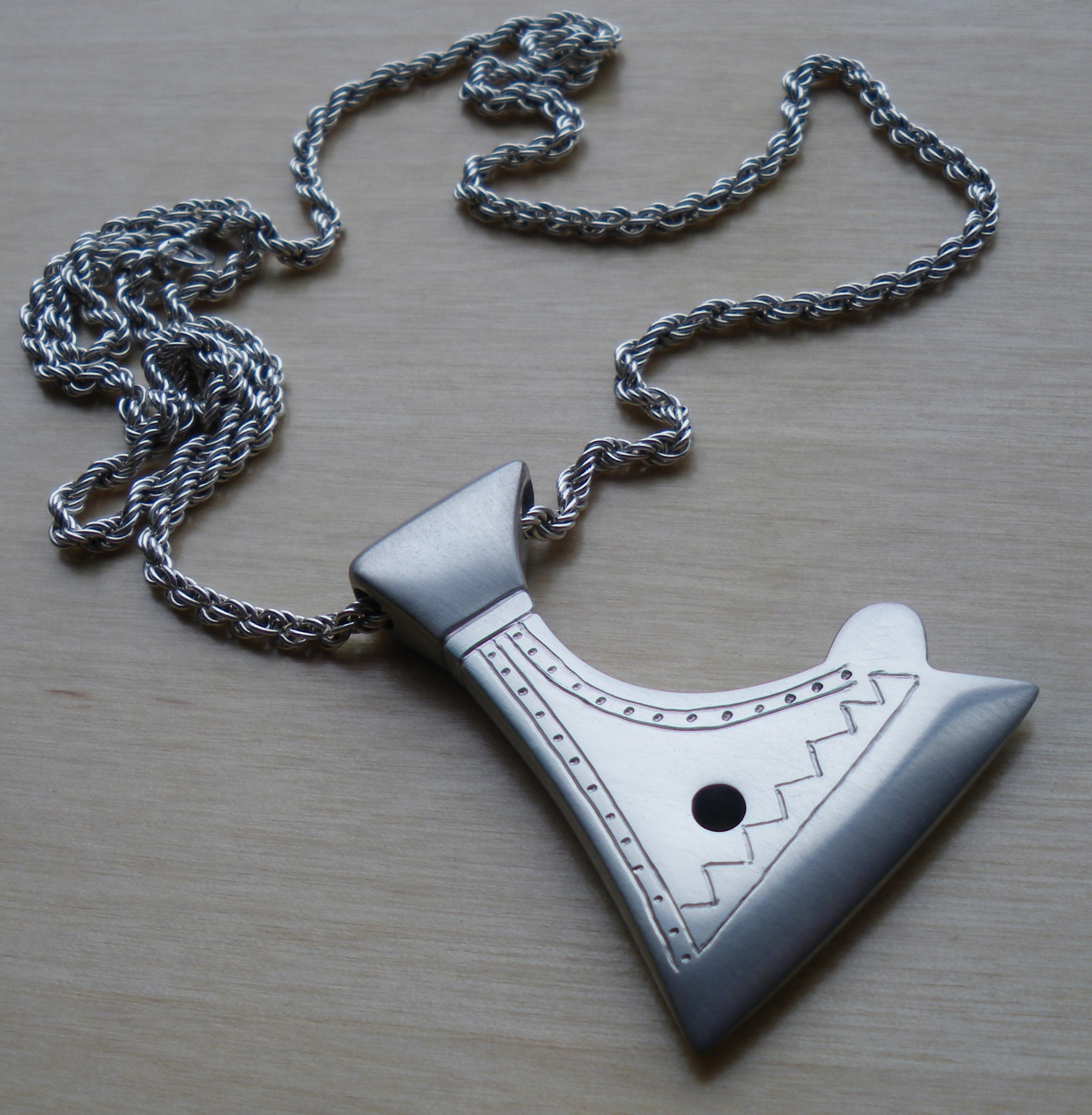
Amuletă slavă reprezentând securea lui Perun
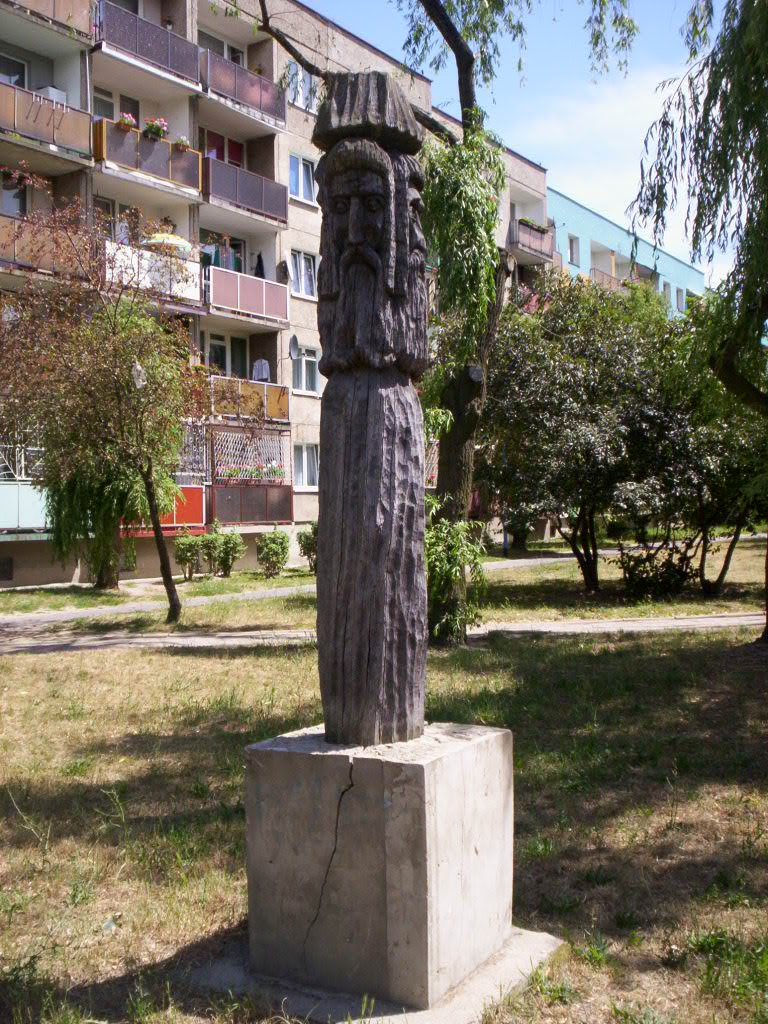
Idol modern al zeului Svetovit
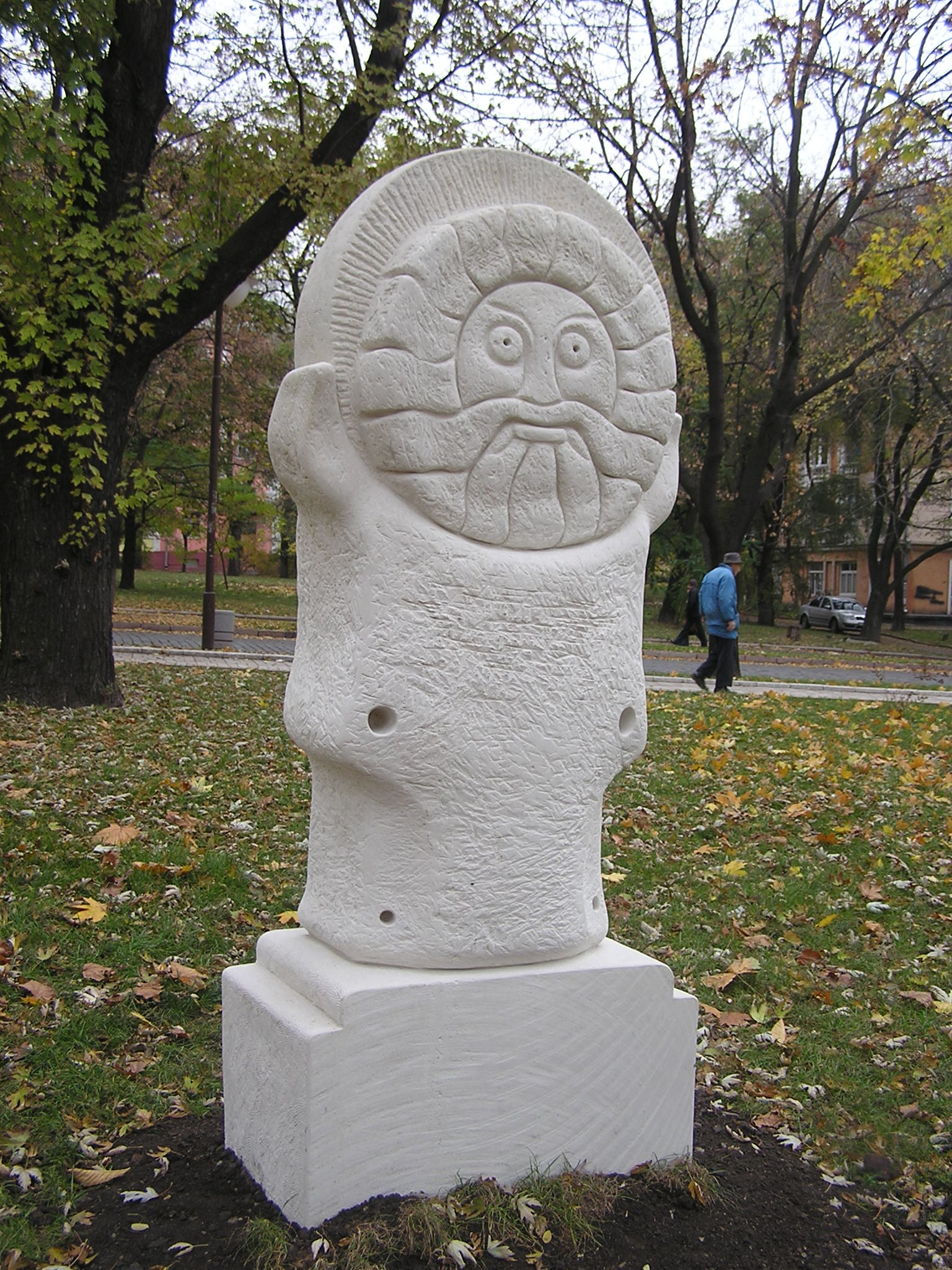
Idol modern al zeului Iarilo/Gerovit
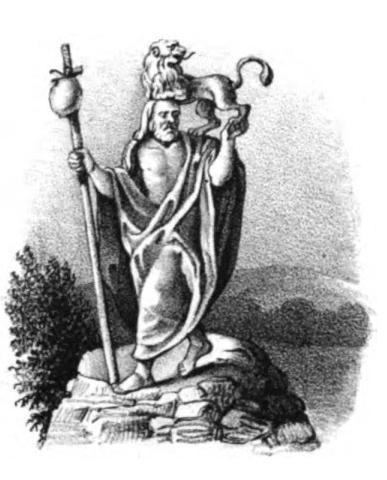
Zeul Flins
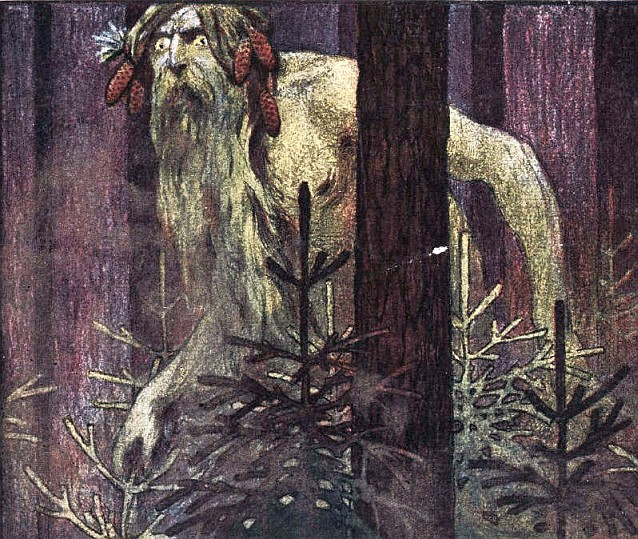
Leși
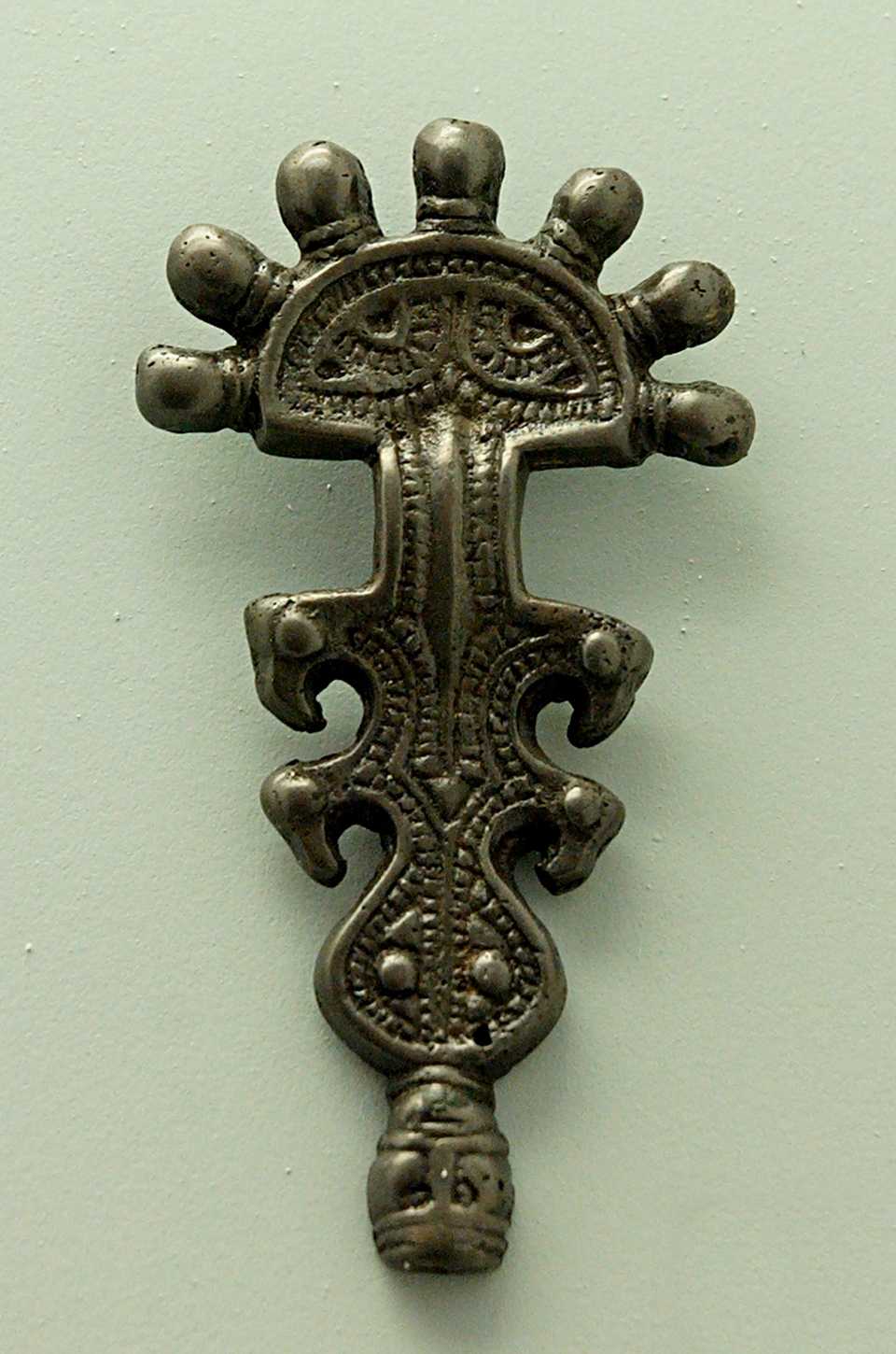
Fibulă slavă
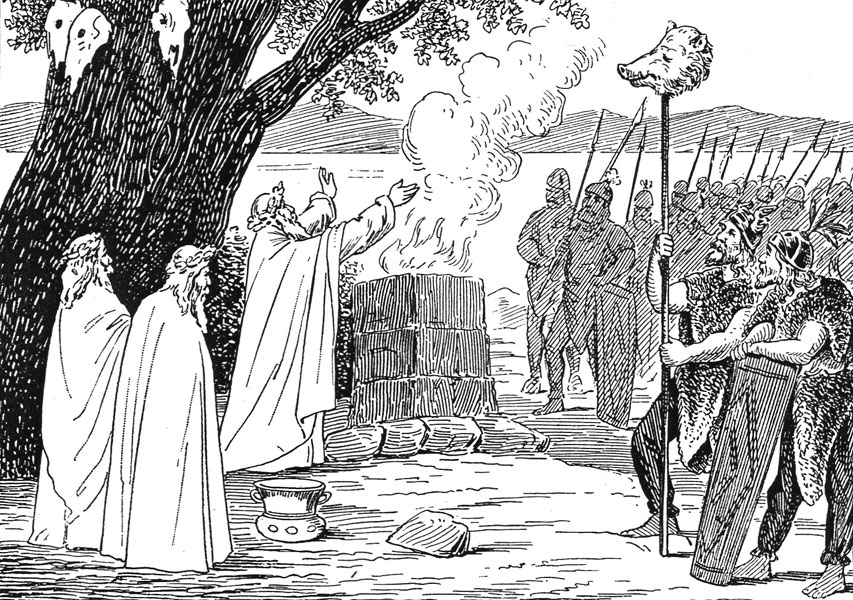
Sacrificiu ritualic slav
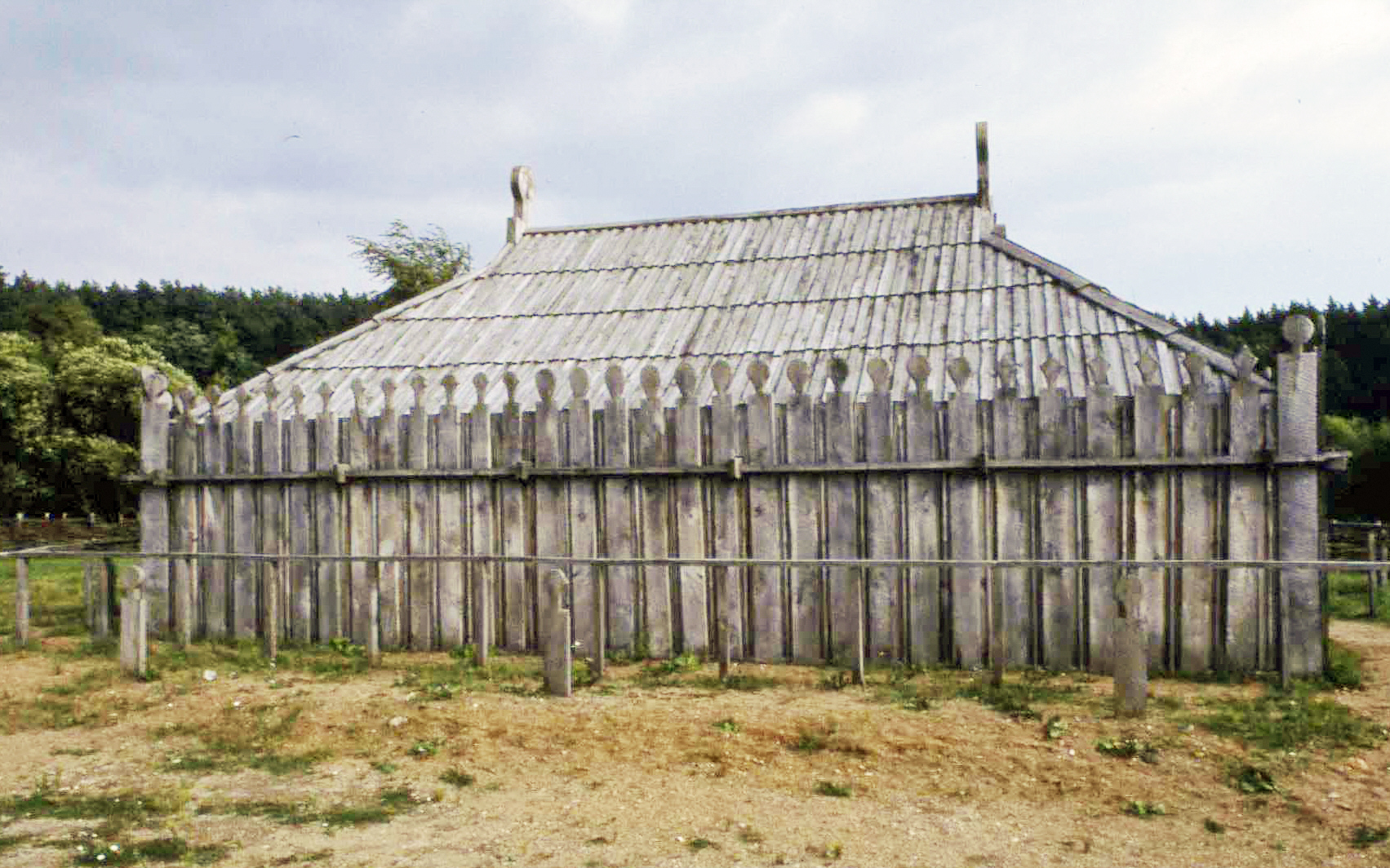
Reconstituire a unui templu de lemn slav
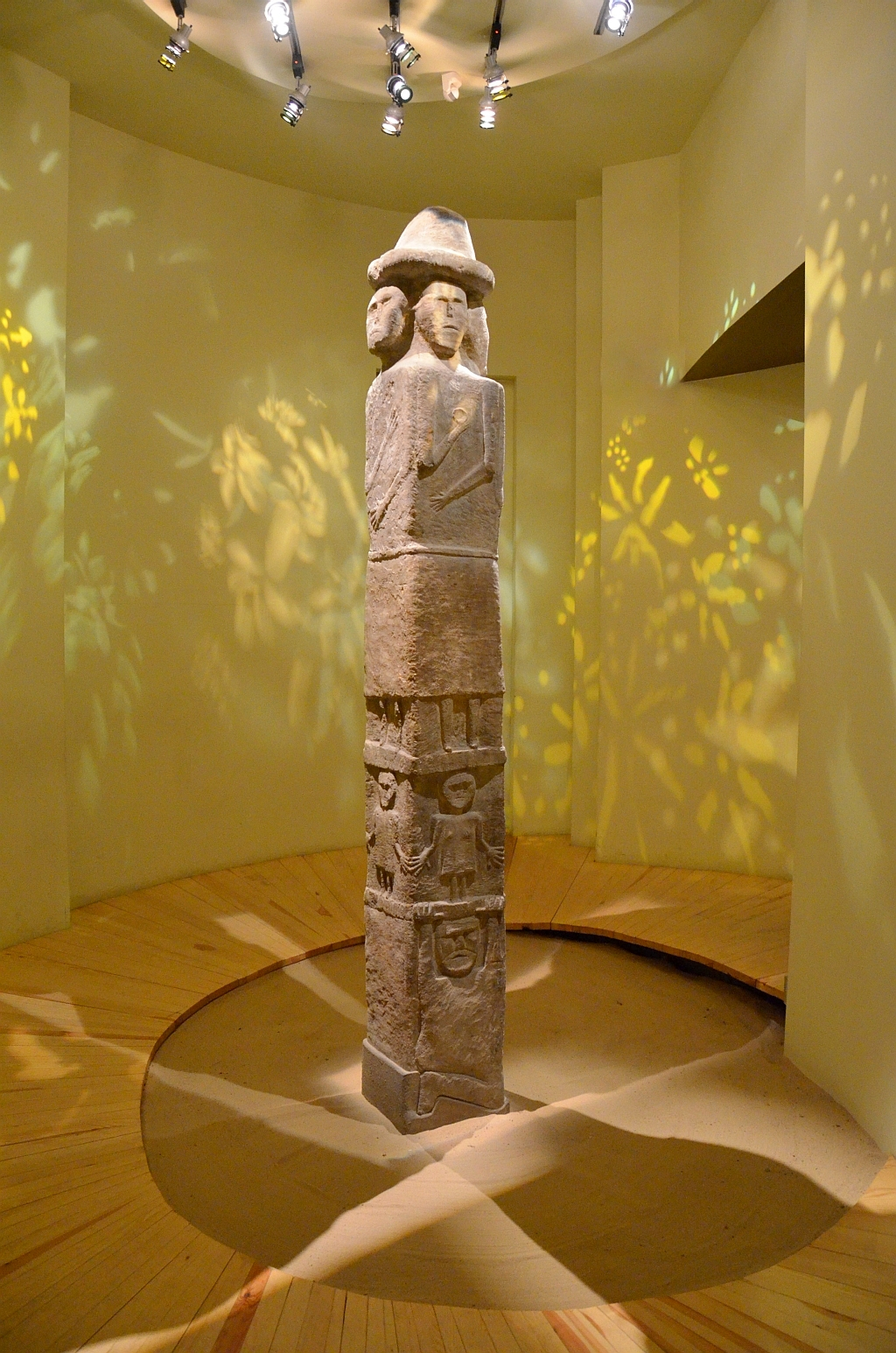
Idolul Zbruh din Muzeul de Arheologie din Cracovia
Simbolul solar al zeului suprem Rod